# Pseudoxenodon macrops
Pseudoxenodon macrops — вид змій родини полозових (Colubridae). Мешкає в Південно-Східній Азії.

## Підвиди
Виділяють три підвиди:
- Pseudoxenodon macrops macrops (Blyth, 1855);
- Pseudoxenodon macrops fukienensis Pope, 1928;
- Pseudoxenodon macrops sinensis Boulenger, 1904.

## Поширення і екологія
Pseudoxenodon macrops мешкають у Північно-Східній Індії, Непалі, М'янмі, Таїланді, Лаосі, В'єтнамі, Південному Китаї, а також в горах Малайського півострова. Вони живуть в гірських субтропічних і тропічних лісах. Зустрічаються на висоті від 300 до 2600 м над рівнем моря.